# Ardabasto
Ardabasto (703-756) hijo del último rey visigodo Witiza. Se alió con los musulmanes en contra de Rodrigo para recuperar las tierras de su padres y ganarse el favor de Al-Álndalus. Acabó siendo conde de los cristianos de Córdoba, además de recaudador de los llamados impuestos jaray

## Orígenes y contexto
Ardabasto es hijo de Witiza, rey de los visigodos, quién destacó primero por sus cargos de gobierno durante el reinado de su padre Egica, ocupando un puesto en la Corte itinerante. Al morir su padre, subió al trono quedando como único Rey. 
Con su actitud cimentará una fama de generoso y bondadoso señor, a raíz de quemar todos los documentos reconocedores de deudas entre su padre Egica y aquellos que perseguía. Su política causó un gran descontento ya que  habría supuesto una grave pérdida para la Hacienda Real y sus acuñaciones. Con esta política se muestran una drástica reducción en el peso y en la ley, además, según la Crónica de Alfonso III, Witiza permitió el matrimonio a los clérigos, según el XVIII concilio de Toledo, lo que quizás supusiera el fin de su reinado, ya que esta nueva permisión, le causó problemas con algún miembro, prestigioso,  del clero de la sede toledana.
En la crónica de Alfonso III, se nos muestra un monarca totalmente diferente, deshonesto con costumbres poco ortodoxas, tomando diferentes esposas y concubinas y disolvió los concilios. Además, aprobó el matrimonio clerical para que no se pudiese reprochar su conducta.
Con lo que tenemos dos visiones contrapuestas del monarca Witiza.
Con este panorama Sin resolver, tras su muerte en el 710 dejaría a Witiza sin poder decidir su sucesión al trono. La corona la guardó la reina, madre de los tres hijos de Witiza, que a su muerte aún eran pequeños para reinar.
Aprovechando este vacío sucesorio, Rodrigo, general de las tropas del rey, se levantó en armas junto a otros hombres y se hizo con el trono, aunque por poco tiempo.

## Ascenso y riquezas
Tras  la muerte de su padre, Ardabasto y sus hermanos quedaron como señores de las tierras que tenían en su posesión. Pero un problema mayor les venía encima y era la invasión musulmana que puso fin al reino godo.
Ardabasto destacaba por su astucia y sus habilidades negociadoras, por lo que su riqueza y sus numerosas propiedades esparcidas por Al-Ándalus se debían posiblemente a pactos con los invasores musulmanes para conservar su posición y ampliar sus tierras, tras la caída del reino visigodo, de la cual él y sus hermanos formaron parte, ayudando a los musulmanes a derrotar a Rodrigo. Beneficiándose enormemente de los favores de éstos. 
Además, al morir su hermano Olemundo, Ardabasto se apropió de una parte de sus propiedades, que deberían pertenecer por derecho legítimo a sus hijos. Como resultado de esta usurpación de la herencia, sus tres sobrinos se desplazaron hacia Damasco para denunciar a su tío frente al califa y así se les restituyeran sus propiedades.
Consejero del valí Abu I-Jattar (743 – 745)
Ardabasto era uno de los principales potentados del territorio de Al-Ándalus y se convirtió en uno de los principales consejeros de Abu I-Jattar. En este cargo se reconoce especialmente por aconsejar al valí para alejar a las tribus sirias que llegaron desde el Norte de África a Córdoba y fueron asentadas en otras provincias. De tal forma que el Yund de Damasco fue enviado a la Cora de Elvira; el de Jordán
a Jaén; el de Palestina a Sidonia; la de Hims a Sevilla; y el de Egipto a Beja.
Como consecuencia de la rebelión de los qaysíes, Abu I- Jattar fue apresado
y nombraron valí a Ṯawāba ben Salama bajo la tutela de al-Ṣumayl. El ahora considerado hombre más fuerte de al-Ándalus mantuvo varios encuentros con Ardabasto acompañado por otros diez notables qaysíes. En uno de estos encuentros, Ardabasto donó cien aldeas a los sirios para que se establecieran aquí, otra muestra de la idea de su inmenso patrimonio territorial. Entre estas propiedades estaban en  Almodóvar, Torox, ó Jaén.
Confiscación de sus propiedades.
Ardabasto perdió todas sus tierras durante el reinado de Abderramán I. Según narraciones, se debió a los celos del emir hacia Ardabasto. Este, durante una de sus expediciones en una campaña militar fue a curiosear la tienda de Ardabasto y observó la cantidad de regalos que recibía. Al no recibir las mismas atenciones, el emir se sintió ofendido a pesar del mayor poder que ejercía en el territorio de Al-Ándalus. Abderramán, le desposeyó de todas sus tierras. Ardabasto  pidió ayuda a sus sobrinos, a quienes había tratado de robar las propiedades de su padre. De modo que, viéndose en esta situación tan precaria, acudió al háyib Abda Yūsufben Bujt, a quién había hecho donaciones con anterioridad, para que le pidiera una audiencia con el emir y poder buscar una solución a su problema. Según cuenta
la crónica, después de la audiencia, se convirtió en conde de los cristianos de Córdoba, además de recaudador de los llamados impuestos jaray.